# Махмуд Челеби джамия
Махмуд Челеби джамия (на турски: Mahmud Çelebi Camii) или Бояли джамия (Боядисаната джамия) е бивш мюсюлмански храм в южномакедонския град Бер (Верия), Гърция. Джамията е разположена на улица „Кириотисас“ № 32, до Берския византийски музей на южните градски стени. Регистрирана е като паметник на културата от гръцкото министерство на културата в 1964 година. Красивото ѝ минаре с канелюри пада в 1940 година. Днес се използва като частна къща.